# Escola Superior de Belas Artes do Porto

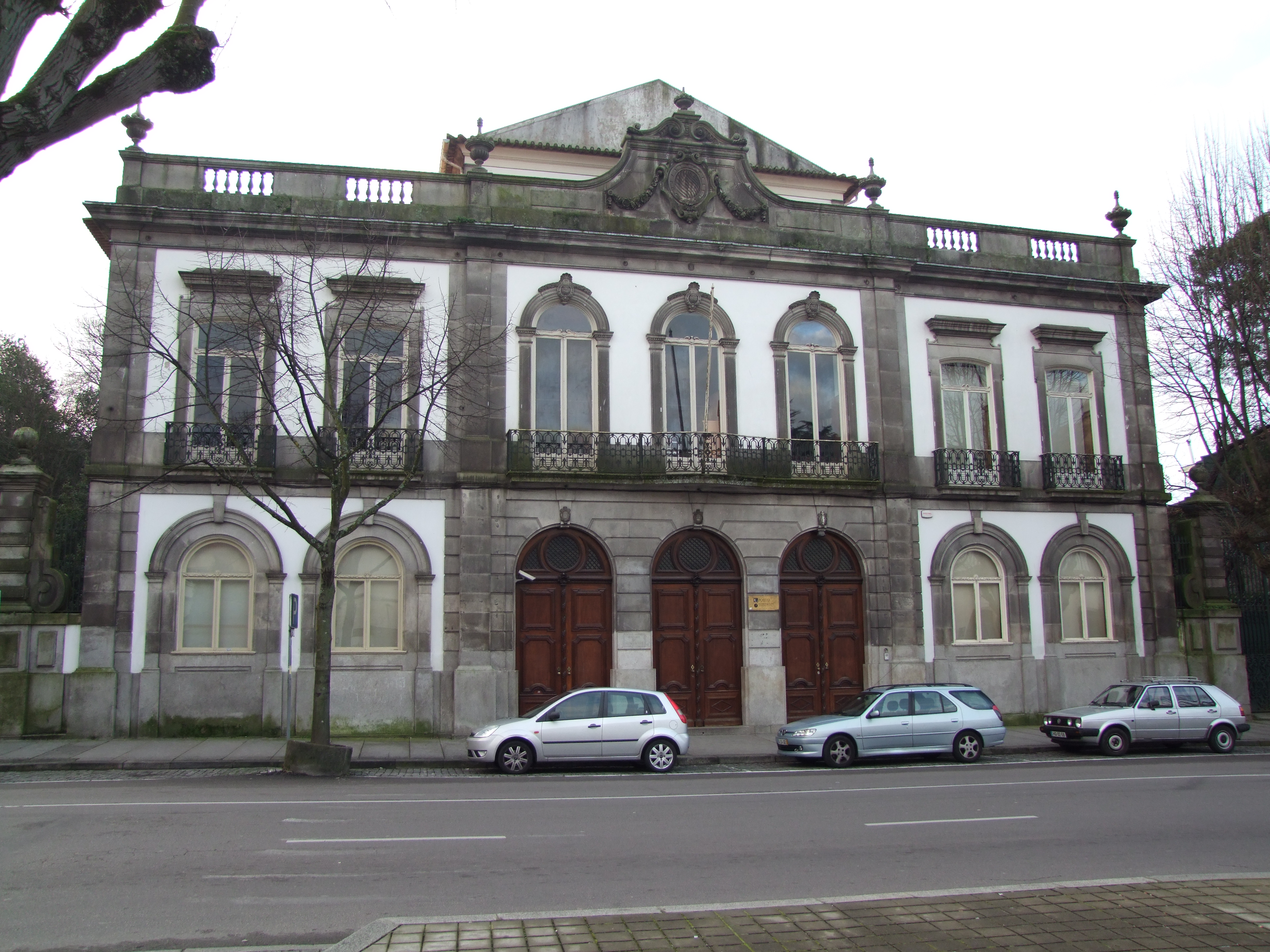
Das Gebäude der Fakultät der Schönen Künste, bis 1994 als Escola Superior de Belas Artes do Porto eigenständig

Die Escola Superior de Belas Artes do Porto (dt.: Hochschule der Künste von Porto) war eine Kunsthochschule in der nord-portugiesischen Stadt Porto. Sie ist heute als Kunstfakultät in die Universität Porto integriert.
Das ursprünglich 1873 als Wohnhaus konzipierte Gebäude gehört seit spätestens 1949 dem portugiesischen Bildungsministerium und ist seither in den Dienst der Kunst gestellt. Es steht seit 2007 unter Denkmalschutz.

## Geschichte
1780 wurde erstmals systematischer Zeichenunterricht in Porto eingeführt, zur Unterstützung des produzierenden Gewerbes der Stadt. 1802 wurde die Akademie für Zeichenunterricht (Aula de Desenho) eröffnet, mit 120 eingeschriebenen Schülern. In seiner Eröffnungsrede sprach sich der Maler Vieira Portuense für eine deutlich umfassendere, theoretisch untermauerte Ausbildung aus.
Erst nach der Liberalen Revolution 1822 und dem folgenden portugiesischen Bürgerkrieg erfolgte die Gründung der Kunsthochschule Academia Portuense de Belas Artes, im Jahr 1836. Es wurden die Studiengänge Malerei, Bildhauerei, Architektur und ein erster Zeichen-Kurs angeboten. Zum Ende des 19. Jahrhunderts erfolgte die Umbenennung der Schule in Escola Portuense de Belas Arte.
Mit fortschreitender Entwicklung und nach umfangreichen Erweiterungen des Studienangebots hieß die Schule, nach Umzug in das heutige Gebäude, ab 1950 Escola Superior de Belas Artes (dt.: Hochschule der Künste) und war fortan eine offizielle Hochschule. Sie verfügte neben den Zeichensälen und Unterrichtsräumen nun über Werkstätten für Keramik, Glasmalerei, Teppichkunst, Gravur, Steinbearbeitung, u. a. In den 1970er Jahren kam der Lehrgang für Kommunikationsdesign dazu.
1979 wurde der Studiengang Architektur zum eigenständigen Lehrstuhl und der Universität Porto angegliedert. 1994 wurde schließlich die Escola Superior de Belas Artes do Porto als Ganzes in die Universität Porto eingegliedert und heißt dort seither Faculdade de Belas Artes (Fakultät der Schönen Künste).

## Bedeutung
Die Hochschule brachte eine Vielzahl bedeutender Künstler hervor und prägte damit maßgeblich die Entwicklung insbesondere der Architektur, der Malerei und der Bildhauerei in Portugal. So gilt die Schule von Porto als prägendste Bewegung der modernen portugiesischen Architektur und erlangte mit zwei Pritzker-Preisträgern auch international Bedeutung.
Auch die Bildhauerei des Landes verdankt der Schule besondere Fortschritte und bedeutende Namen.

## Bekannte Alumni (Auswahl)

### Architekten
- Maria Carlota Quintanilha
- João Garizo do Carmo
- Vasco Vieira da Costa
- José Forjaz
- Marcos Miranda Guedes
- Pancho Guedes
- Eduardo Naya Marques
- Fernando Mesquita
- Eduardo Souto de Moura
- José Bernardino Ramalhete
- José Marques da Silva (1913–1939 auch Leiter der Schule)
- Alberto Soeiro
- Fernando Távora (wichtiger Begründer der Schule von Porto)
- Miguel Ventura Terra
- João José Tinoco
- António Matos Veloso
- Álvaro Siza Vieira

### Weitere
- Lagoa Henriques, Bildhauer
- Acácio Lino, Maler
- Artur Loureiro, Maler
- João Marques de Oliveira, Maler
- Júlio Maria dos Reis Pereira, Maler
- Júlio Pomar, Maler
- Manuel Pereira da Silva, Bildhauer
- Rodrigo Areias, Regisseur